# Кремази, Октав
Октав Кремази (фр. Octave Crémazie), настоящее имя Клод-Жозеф-Оливье Кремази (16 апреля 1827, Квебек — 16 января 1879, Гавр) — канадский франкоязычный поэт, считающийся отцом франкоканадской поэзии. В своём творчестве опирался на традиции французских романтиков, выступал за упрочение культурных, политических и экономических связей с Францией. Расценивается как первый поэт-романтик Квебека, внёсший весомый вклад в популяризацию этого течения у себя на родине. После публикации патриотической поэмы «Флаг Карильона» (1858) за ним закрепилось звание «национального поэта» Квебека. С 1863 года вынужденно проживал во Франции почти 16 лет, укрываясь от преследований кредиторов. Был похоронен в Гавре, на кладбище Ингувиля, место захоронения не сохранилось. 

## Биография

### Ранние годы
Родился в многодетной семье. Сын коммерсанта Жака Кремази и Мари-Анн Мивиль, был одиннадцатым ребёнком из родившихся в семье двенадцати детей, восемь из которых умерли в младенчестве. Был младшим из оставшихся в живых четверых братьев, провёл своё детство в окружении трёх братьев: Жака, Жозефа и Луи. Начиная с 1836 года обучался в семинарии города Квебека. Время учёбы раскрыло его интеллект, тогда же формируется его интерес к литературе. В этот период он познакомился с поэзией французских поэтов-романтиков (Виктор Гюго, Альфред де Мюссе, Альфонс Ламартин), что значительно повлияло на его последующую литературную деятельность и вкусы.

### Литературная деятельность
Не закончив полностью обучение, в 1844 году вместе с братом Жозефом он основал книжный магазин «J. et O. Crémazie», который стал центром влиятельной литературной группы под названием «Патриотическое и литературное движение Квебека». Он был близок к эстетическим и идеологическим взглядам писателя и историка Франсуа-Ксавье Гарно и Луи-Оноре Фрешетта. В 1850—1856 гг. путешествовал по Западной Европе. Примерно с 1854 года публиковал свои стихи в «Журналь де Квебек» (фр. Journal de Québec). В 1844 году организует литературный кружок в своём магазине, который впоследствии стал центром распространения новых идей (позже он упоминается в работах исследователей как «Литературное движение Квебека» или «Патриотическое движение»), а также публикует свои первые стихи в канадском ежемесячном издании «Journal de Québec». В 1861 году Кремази и его единомышленники выпускают литературный ежемесячный журнал, публикующий статьи о литературе и истории страны, и проводят литературные вечера под названием «Канадские вечера» (фр. Les Soirées Canadiennes), целью которых было сохранение фольклора франкоязычной части Канады.
Кремази создавал патриотические и романтические стихи, вдохновлённые творчеством французских поэтов-романтиков, сюжеты которых были посвящены историческому прошлому Франции, Новой Франции и Канады. Вскоре благодаря творчеству патриотической направленности он приобрёл известность. Самые известные из его патриотических произведений — «Канадский ветеран» (фр. Le Vieux Soldat canadien, 1855) и «Флаг Карильона» (фр. Le Drapeau de Carillon, 1858). В стихотворении «Канадский ветеран» воспевается любовь к Франции, родине и отдаётся дань уважения императору Наполеону. Это стихотворение, как и ещё несколько других, было создано в честь знаменательного прибытия в Квебек в 1855 году французского корвета «Капризница» («La capricieuse»), отправленного императором Наполеоном III для установления связей с Канадой, хотя британская администрация до этого события блокировала подобные попытки.
Наибольшую известность получила патриотическая поэма «Флаг Карильона», которая была создана в честь столетия победы французских войск в сражении при Карильоне, имевшего место в ходе Франко-индейской войны во время Семилетней войны, по результатам которой французская Канада была захвачена Британией. Поэма повествует о ветеране, принимавшем участие в битве при форте Карильон под руководством Луи-Жозефа де Монкальма. Старый солдат хранит как сокровенную реликвию королевское знамя с геральдическими лилиями (флёр-де-лис), под которым он сражался с английскими захватчиками, и иногда с почтением показывает его своим соотечественникам. Видя угнетения, которым подвергаются его соплеменники, он решает отправиться в Версаль, чтобы воззвать к помощи французского короля. Однако прибыв во Францию, он оказывается разочарован царящими при королевском дворе нравами и быстро понимает, что «слабого Бурбона» не интересует судьба канадцев. Вернувшись в Квебек, ветеран не рассказывает о постигшем его разочаровании, а призывает своих соотечественников верить в помощь Франции и держит свои горестные мысли при себе. Однажды, в холодный декабрьский день, он выходит из дому со своим штандартом, с которым хочет умереть, и оказывается у развалин форта Карильон. Старый солдат вспоминает сражение, своих товарищей и умирает, обняв свой стяг. Патриотические стихи из этой поэмы получили в Квебеке широкую известность и имели значительный общественный отклик, закрепив за Кремази общепризнанное звание «национального поэта». Стихотворение «Флаг Карильона» рассматривалось как кандидат в гимны Канады.

### Во Франции
В 1863 году, спасаясь от последствий банкротства и преследований, связанных с подделкой векселей, Кремази бежал от кредиторов в Нью-Йорк, откуда отправился во Францию, где жил под вымышленным именем Жюль Фонтен, получая нерегулярную материальную помощь из Квебека. Многолетнее пребывание поэта вдали от родины в Европе в литературе зачастую называют добровольной ссылкой, изгнанием. Уже во Франции он написал оригинальные фантастические поэмы, в которых описал личный опыт изгнанника и поделился мыслями о смерти. В этот период он создаёт пессимистическую поэму «Прогулка мёртвых» (фр. Promenade des trois morts), которая осталась незаконченной. В 1866 году опубликовал письма (фр. Lettres et fragments de lettres), в которых говорит о необходимости создания французского канадского литературного языка как условия развития национальной литературы. Поэт является автором дневника «Журнал осады Парижа» о франко-прусской войне 1870—1871, свидетелем которой он был. Кремази не был очевидцем Парижской коммуны, так как в это время находился в Орлеане.

## Поэт в истории Канады
Октав Кремази расценивается как первый поэт-романтик Квебека. Рано познакомившись с произведениями французского романтизма, он внёс весомый вклад в популяризацию этого течения у себя на родине. Его творчество на некоторое время становится примером для подражания нового поколения франкофонных поэтов Канады. Он стал в литературной среде тем, кто первым сказал, что литературе Квебека, как воздуха, в котором она смогла бы жить и развиваться, не хватает собственного языка, отличного от того, на котором писали и изъяснялись его современники. Во времена победного шествия по мировым континентам всеми признанной и уважаемой французской литературы в Канаде только зарождалась и проходила этапы становления литература Квебека как североамериканская часть большого наследия Франции. Литература недавно по историческим меркам сформировавшейся страны, с точки зрения квебекского писателя Жака Годбу, полифонична и многолика, наполнена жизнью, идеями, новыми красками и свежестью, хотя Канаду того времени называли страной с «народом без истории и литературы», и там более ста лет действовал указ короля Франции, запрещавший книгопечатание. Английское правление проводило политику полной ассимиляции, предлагая канадцам английский язык и единый парламент как образец государственного устройства.
Позднее поэт напишет в 1867 году, находясь во Франции: «Чего не хватает в Канаде, так это собственного языка», так же как и собственной литературы, которая впоследствии сыграет важную роль в утверждении национального самосознания канадцев. В его переписке французского периода можно найти скептические высказывания по поводу литературных традиций и будущего профессиональной франкоканадской литературы. В письмах он отмечает, что в Квебеке уделяют незначительное место культуре и, в частности, словесности. По его мнению, это связано с преобладанием в квебекском обществе утилитарных взглядов, или, как он пишет, взглядов бакалейщиков, что франкоканадскую литературу необходимо создавать на языке уже существующей великой французской культуры. Эти неутешительные взгляды он излагает в переписке с аббатом Анри-Реймоном Касгреном, который расценивается как первый настоящий литературный критик и литературовед Квебека. Так, в одном из писем 1866 года он писал:
Причина этой неполноценности не в нехватке талантливых людей, а в катастрофических условиях, создаваемых писателю безразличием населения, у которого ещё не развился вкус к изящной словесности, по крайней мере к той, что творится выходцами с родной земли.
Кремази пишет разочарованно, что в итоге он стал «плохим торговцем и средним поэтом» и понимает, что Квебек не нуждается в его литературных трудах и не может обеспечить его материального существования для профессионального занятия литературой: «Поэтому совершенно естественно, что я трачу последние оставшиеся силы на зарабатывание денег на жизнь. В углах и закоулках моего мозга томятся, по меньшей мере, две тысячи слов. Зачем их оттуда извлекать? Для литературной жизни я умер».
Его патриотические стихи и очень популярное в Канаде стихотворение, ставшее практически национальной песней для жителей страны, — «Флаг Карильона», а также роль в формировании самобытной канадской литературы по достоинству оценены. Его считают первым национальным поэтом страны, в 1937 году он объявлен национальной исторической персоной Канады.
Несмотря на известность в Канаде и существенную роль, которую Октав Кремази сыграл в становлении национальной литературы в стране, его поэтическое наследие невелико. Между 1849 и 1876 годами им было создано 34 стихотворения, из которых 31 было написано до бегства во Францию. По мнению квебекских литературоведов, поэтическая ценность стихов Кремази не выдержала испытания временем, и его поэтика рассматривается как устаревшая, но их патриотический пафос и содержание имели важное значение для последующего развития франкоязычной литературы в Канаде.
Как бы ни были разнообразны, а иногда и экзотичны сюжеты его стихов, вдохновлённые случайностью или обстоятельствами, основной мотив поэтических произведений Кремази — это выражение национальной идентичности, поэтому в Канаде он считается звучным эхом своего народа. Несмотря на то, что поэт стал объектом национального почитания, он вёл трагическое существование до конца своей жизни, находясь в глубокой изоляции. После того, как он прожил в изгнании почти 16 лет, был похоронен в Гавре, на кладбище Ингувиля, место захоронения не сохранилось.

## Память
- В 1906 году на площади Сен-Луи в Монреале в честь поэта установлен памятник работы скульптора Луи-Филиппа Эбера[фр.].
- Имя Кремази увековечено на тромплее «Квебекской фрески» (фр. Fresque des Québécois) на стене одного из старых домов в квартале Пети-Шамплен (фр. Petit Champlain) в Старом Квебеке.
- Один из залов Большого театра в Квебеке назван в его честь[19].
- Станция метро в Монреале названа в его честь[20].

Имя Кремази носит большое количество каналов, в его честь названы: городок, избирательный округ (переименован в феврале 2017 года), озеро и ручей. Полный список мест, посвящённых памяти Кремази, есть на официальном сайте Квебека.